# Natrij
Natrij (latinsko natrium) je kemični element, ki ima simbol Na in atomsko število 11. Je mehka, voskasta, srebrna reaktivna kovina, ki spada v skupino alkalijskih kovin in ga je v izobilju v naravnih spojinah (posebno halitih). Je izjemno reaktiven in gori z rumenim plamenom, na zraku oksidira. Z vodo reagira burno, zaradi česar ga je treba hraniti v petroleju. Ima samo en stabilen izotop, 23Na. Natrij se na Zemlji ne pojavlja v elementarni obliki, saj na zraku hitro oksidira v natrijev oksid (Na2O) in je nasploh zelo reaktiven. Natrij se v veliki koncentraciji nahaja tudi v morju, predvsem zaradi v njem raztopljenih soli, ki ga vsebujejo (NaCl).  Natrijev ion je sestavni del mnogih mineralov.
Natrij je bistveni element tako za živalsko in človeško življenje, kot tudi za nekatere rastlinske vrste.  

## Značilnosti
Pri sobni temperaturi je natrij dovolj mehak, da se ga lahko reže z nožem. Če se ga izpostavi zraku, bo svetel srebrnkast sijaj kovine sčasoma postal temnejši. Natrij ima precej visoko gostoto, celo višjo kot kalij, čeprav gostota alkalijskih kovin narašča po skupini navzdol. Natrij je precej dober prevodnik toplote.

### Kemijske značilnosti
Natrij z vodo reagira zelo burno, in sicer eksotermno. Če se v vodo vrže manjše kose natrija, ti poskakujejo na vodni gladini, dokler popolnoma ne zreagirajo v natrijev hidroksid. Večji kosi kovine lahko ob stiku z vodo celo eksplodirajo. Pri reakciji natrija z vodo nastajata zelo jedek natrijev hidroksid in plin vodik.

### Kemijske spojine
Natrijeve spojine so zelo pomembne za kemijsko, steklarsko, kovinarsko, papirno, naftno, tekstilno in kozmetično industrijo. Večina trdih mil je navadno sestavljenih iz soli natrija in katere od maščobnih kislin. V industrji so najbolj pomembne naslednje natrijeve spojine: kuhinjska sol (NaCl),natrijev hidroksid (NaOH), natrijev karbonat (Na2CO3), soda bikarbona ali natrijev hidrogenkarbonat (NaHCO3), natrijev nitrat (NaNO3), natrijev heksafluoro aluminat ali kriolit (Na3AlF6) in boraks (Na2B4O7·10H2O). Natrij navadno tvori v vodi topne kristale, kot so sulfati, nitrati, halidi, karboksilati in karbonati. Obstajajo le posamezni primeri natrijevih spojin, ki precipitacirajo iz vodnih raztopin. V naravi obstaja veliko primerov netopnih natrijevih spojin, kot na primer glinenci.

### Spektroskopija
Ko natrij ali natrijeve spojine pridejo v stik z ognjem, postane plamen živo rumene barve.

### Izotopi
Znanih je trinajst natrijevih izotopov. Edini stabilen izmed njih je izotop 23Na. Natrij ima tudi dva radioaktivna kozmogena izotopa, ki imata med Na izotopi najdaljšo razpolovno dobo, 23Na ima razpolovno dobo 2,6 leta, 24Na pa 15 ur. Izpostavljanje stabilnih atomov natrija akutnemu nevtronskemu sevanju (npr. jedrske nesreče) povzroči pretvorbo nekaterih stabilnih 23Na izotopov v 24Na izotope. To se dogaja v človeški krvni plazmi. Z merjenjem koncentracije tega izotopa, lahko ugotovimo količino sevanja pri žrtvi.

### Zgodovina
Natrijevi ioni so gradniki kristala natrijevega klorida (NaCl), poznanega tudi kot kuhinjska sol. Sol je pomemben proizvod v človekovih dejavnostih že od nekdaj, kar dokazuje angleška beseda salary (plača, plačilo), ki se nanaša na oblate soli t. i. salarium, ki so jih rimski vojaki včasih dobili skupaj z ostalim plačilom. V srednjeveški Evropi je bil natrij velikokrat uporabljen kot zdravilo za glavobol. Natrijevo kemijsko kratico Na je prvi objavil Jöns Jacob Berzelius v svojem sistemu atomskih simbolov in je okrajšava latinskega imena Natron; Natrium, ki pomeni naravne mineralne snovi, katerih glavna sestavina je natrijev hidrogenkarbonat. Natrijev hidrogenkarbonat je imel v zgodovini in ima še danes pomembno vlogo v industriji in kulinariki, uporablja se kot vzhajalno sredstvo (Je glavna sestavine pecilnih praškov). Čeprav je bil natrij že dolgo poznan v spojinah, ga je šele leta 1807 z elektrolizo v kavstično sodo ali lug (natrijev hidroksid) izoliral sir Humphry Davy.

### Nahajališče
Zaradi visoke reaktivnosti se natrij v naravi najde le v spojinah. Natrij predstavlja približno 2,6 % mase Zemljine skorje in je šesti najpogostejši element na Zemlji ter tako najpogostejša alkalijska kovina. Najde se ga v mnogih soleh, od katerih je najpogostejša kuhinjska sol (natrijev klorid), ki je v velikih količinah raztopljena v morski vodi, pojavlja pa se tudi v trdni obliki (haliti). Natrij je obilno prisoten tudi v zvezdah, njegova spektralna črta D je med najbolj vidnimi v zvezdni svetlobi.

### Komercialna proizvodnja
Natrij je bil prvič komercialno proizveden leta 1855 s toplotno redukcijo natrijevega karbonata pri 1100 stopinjah celzija, kar je znano kot Devillov postopek. Postopek pridobivanja natrija, ki temelji na redukciji natrijevega hidroksida, so razvili leta 1886. Natrij se danes pridobiva z elektrolizo taline natrijevega klorida po patentiranem postopku iz leta 1924.

## Pomen natrija v telesu
Natrij je izjemno pomemben element za vse organizme. Zmanjševanje količine natrija v ledvicah ljudje občutimo kot padanje krvnega pritiska (vrtoglavica, glavobol, zaspanost), posledično se začne izločati renin hormon, ki deluje na več načinov. Ta posredno povzroča nastajanje hormona aldosteron, ki zmanjšuje izločanje natrija v urinu. Ko v telo ponovno pride dovolj natrija (vnos s hrano, pijačo - izotonični napitki), se s tem koncentracija natrija v telesu ponovno poveča, dvigne se tudi krvni pritisk. Telo začne ponovno zadrževati vodo, kar pripomore k obnovi telesne tekočine. Pri dolgotrajnih težjih fizičnih naporih nam lahko začne primanjkovati soli, kar lahko privede do mišičnih krčev.
Natrijevi kationi imajo pomembno vlogo za nevronske funkcije (možgani in živčevje) in pri vplivanju na osmotsko ravnotežje medcelične tekočine. Dovajanje soli v telo je ključnega pomena za pravilen potek kemijskih reakcij v telesu. Volumen zunaj celične tekočine je običajno 15 litrov na 70 kg človeške mase (90 % celotne telesne tekočine vsebuje 50 gramov natrija).